# Alcis brevifasciata
Alcis brevifasciata är en fjärilsart som beskrevs av Alfred Ernest Wileman 1911. Alcis brevifasciata ingår i släktet Alcis och familjen mätare. Inga underarter finns listade i Catalogue of Life.